# 성남아트센터
성남아트센터(Seongnam Arts Center)는 경기도 성남시 분당구 성남대로 808(야탑동)에 위치한 대한민국의 복합 문화예술 공간이다. 1994년에 기본 계획과 설계 공모가 시작되었으며, 2000년에 착공해 2005년 10월 14일 개관했다. 2004년 성남문화재단이 출범해 아트센터의 운영과 관리를 전담하게 되었고 스피커 내부에는 KBS 1FM이 올려펴지고 일대에는 춤의 광장을 시작으로 오페라하우스ㆍ콘서트홀ㆍ앙상블시어터ㆍ미술관ㆍ미디어센터를 포용하는 성남아트센터를 포함해서, 수정ㆍ중원구의 복합문화공간인 성남시민회관, 도심 속 파크콘서트로 사랑받는 중앙공원 야외공연장, 책을 주제로 한 문화공간인 율동공원 책테마파크를 함께 운영하고 있다.

## 연혁
성남아트센터는 지역 내 문화 인구를 발굴하고 활동을 지원하는 비영리 기구인 성남문화재단이 운영하고 있다. 공연과 전시로 구성되는 복합문화공간 활동과 공공성이 더욱 도드라지는 문화재단 활동을 양수겸장으로 수행하는 대한민국 최초 모델로서, 개관 이후 공연예술의 첨단 사조를 수용하는 동시에 지역 정서를 보듬는 지역밀착형 문화공간을 지향하고 있다. 말러 스페셜리스트 길버트 카플란, 바리톤 마티아스 괴르네, 메조 소프라노 안네 소피 폰 오터, 고음악의 거장 톤 쿠프만, 피아노 비르투오소 아르카디 볼로도스, 현대무용의 거장 윌리엄 포사이스 등 세계 최정상 아티스트들의 역사적인 한국초연 무대, 과감한 자체 제작 프로그램 등 신생 공연장으로서는 보기 드문 선구적인 도전을 지속해 왔으며, 향토 역사유적 남한산성을 소재로 창작 뮤지컬을 제작, 성남을 대표하는 문화콘텐츠로 탄생시켰다.
개관 5주년을 맞이한 2010년에는 미술관 신관 큐브미술관과 문화강좌시설(미디어홀), 편의시설을 포함한 일부 복합문화공간 큐브플라자를 개관했으며, 2012년 12월에는 시민들이 미디어 기술을 배우고 직접 콘텐츠를 제작할 수 있는 성남미디어센터를 개관, 다채로운 시설과 프로그램으로 지역민의 삶의 질을 보듬는 문화 쉼터로 자리하고 있다.
성남문화재단은 일상 속 생활예술을 통해 시민의 창조적 에너지가 삶 속에서 발현되고, 나아가 공동체와 도시 발전의 밑거름이 될 수 있도록 음악 ․ 미술 ․ 어린이 강좌 등 전문 문화예술교육을 제공하는 아카데미 사업, 성남형 엘 시스테마 사업인 <어울리오 오케스트라>, 성남시 소재 시민 문화예술 동호회의 발굴 및 상호교류 ․ 협력 네트워크인 사랑방문화클럽 운영 등  다양한 정책과 문화사업을 추진하고 있다.
‘도시를 만드는 주체는 시민이다’는 모토에서 시작된 사랑방문화클럽사업은  ‘시민이 행복한 성남, 시민이 주인인 성남’이라는 성남시의 슬로건과 함께 문화예술을 통해 지역사회에 봉사하는 ‘문화공헌 프로젝트’, 주민이 만들고 참여하고 함께 즐기는 ‘사랑방클럽 축제’ 등 활발한 활동을 펼치고 있다. 사랑방문화클럽은 ‘2010 민관협력 우수사례 공모’ 대상 국무총리상, 문화부 지정 ‘2011 문화예술 10대 트렌드 선정’, 문화체육관광부 주최 2012 지역 ․ 전통문화 브랜드 공모 대상으로 선정되며 선도적인 시민문화모델로 꼽히고 있다. 현재 성남아트센터를 찾은 공연 ․ 전시 관객 수는 420만명이며, 성남시민회관과 책 테마파크 등 부대시설을 모두 포함한 성남문화재단 총 누적 관객수는 715만명으로서, 성남시민의 7배수가 성남문화재단의 각종 프로그램에 참여했다. (2013년 3월말 기준)

## 시설
오페라하우스 (Opera House)

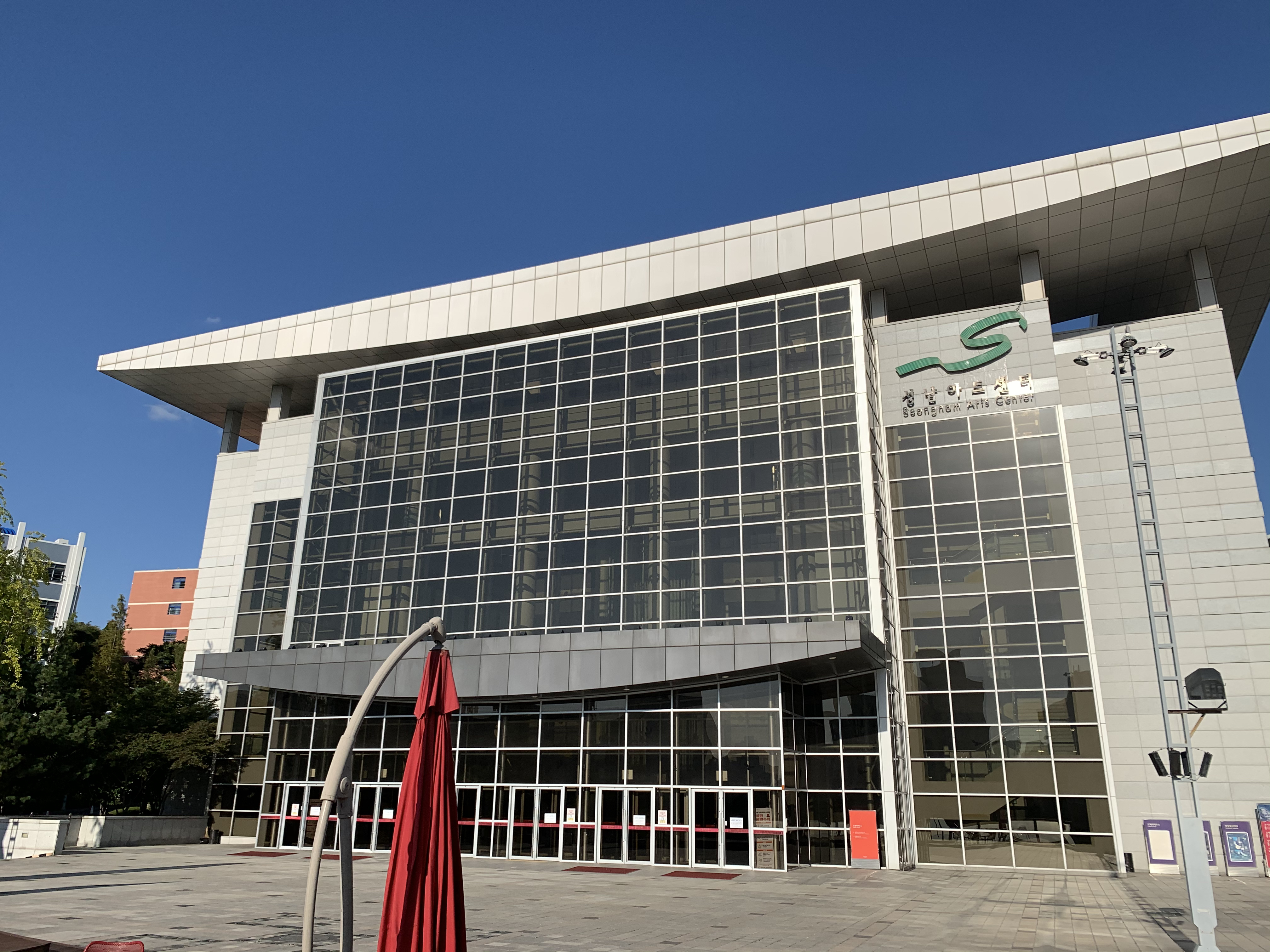
성남아트센터 오페라하우스

총 3층, 1808석의 첨단 무대시설을 갖춘 오페라하우스는 공연예술의 모든 장르를 수용하는 다목적 복합 공연장이다. 오케스트라 피트와 회전무대, 승강무대, 보조무대 등을 완비하고 있으며, 대편성 오케스트라 공연부터 오페라와 발레, 뮤지컬과 콘서트 등 다채로운 공연예술을 아름답고 쾌적한 공간에서 감상할 수 있다.
콘서트홀 (Concert Hall)
순수 음악 공연이 이루어지는 콘서트홀은 합창석을 갖춘 2층 내부에 1102석의 어쿠스틱 홀로, 정통 클래식 공연에 최적인 고품격 사운드를 갖추고 있다. 위에서 내려다 볼 때 그랜드 피아노의 형상을 갖추고 있으며, 무대막이 없는 아레나형 무대로 객석 어디서나 안락한 감상이 가능하다. 홀의 사운드는 콘서트 전용홀의 특성을 살려 홀 잔향 1.8초로 설계되었다.
앙상블시어터 (Ensemble Theater)
성남아트센터의 세 극장 가운데 가장 아담한 378석의 복합공연장으로, 연극과 리사이틀, 실험적 퍼포먼스 등 다채로운 공연예술을 담아낼 수 있는 공간이다. 전면 무대와 객석으로 돌출하는 T자형 무대장치, 주무대의 회전 장치를 비롯해 다양한 상상력을 풀어낼 수 있는 시스템은 무대와 청중이 함께 호흡하는 관객친화적 연출이 가능하다.
미술관 본관
오페라하우스 지하에 위치한 전시문화공간으로, 회화와 조각품, 사진, 공예품, 서예 등의 전시회가 열린다. 1, 2, 3 전시실로 나뉘어 있으며, 항온 ․ 항습시설과 조명설비 등을 완벽하게 갖추고 있다.
큐브미술관
큐브플라자 2층에 위치한 230평 규모의 미술관이다. 개관 기념 특별전인 <영국현대회화 - 존 무어 상 수상작가>전을 시작으로 성남아트센터만의 특색 있는 기획전시를 통해 품격 높은 전시문화를 즐길 수 있다.
미디어홀
큐브플라자 3층에 위치한 미디어홀은 100석의 극장식 좌석, 생생한 현장감의 최고급 AV음향시스템을 갖춘 멀티미디어홀이다. 최첨단 블루레이 플레이어와 풀HD 해상도의 프로젝터, 하이엔드급 앰프와 스피커, 돌비&DTS 서라운드 시스템, 대형 스크린 등 음악과 영화 감상을 위한 최고급 시스템을 갖추고 있다. 영화 상영과 소규모 공연, 사랑방문화클럽의 클럽 발표회 등 다목적 공간으로 이용되고 있다.
성남미디어센터
2012년 12월 개관한 성남미디어센터는 문화체육관광부와 경기도, 성남시의 지원으로 건립하여 성남문화재단에서 운영하고 있다. 시민 누구나 미디어로 소통할 수 있도록 다양한 미디어를 읽고 쓸 수 있는 활용능력을 키우는 배움의 공간이며, 서로를 이해하고 함께하는 만남의 공간, 자신의 생각을 미디어 매체를 활용해 제작하고 전달하는 공간이다. 스튜디오와 강의실, 미디어 도서관, 촬영 ․ 음향 ․ 조명 ․ 편집 장비 등을 갖추고 있다.
책테마파크
분당구 율동공원 내에 위치한 책테마파크는 책을 주제로 조성한 이색 테마 공간이자, 기존 도서관의 개념에서 벗어나 상상력과 독서 의욕을 고취시키는 창조적인 공간이다. 책의 역사를 그린 미로 형상의 벽화 산책로, 책 모양의 연못을 갖춘 명상공간, 책을 읽고 쉴 수 있는 북카페 등으로 구성되어 있으며, 북카페는 멀티미디어 시청각실과 자료실, 이벤트 전시 공간 등으로 꾸며져 있다.
성남시민회관
성남시 수정구 태평동에 위치한 성남시민회관은 1,012석 2층 구조의 대극장과 288석의 소극장으로 이루어져 있다. 성남문화재단이 2005년부터 위탁 운영하고 있으며, 다양한 장르의 기획 ․ 대관 공연과 전시가 이루어지고 있다. 시설물 노후화와 시립의료원 공사에 따른 안전사고 위험등으로 인해 2015.6.30부터 운영을 중단하고 철거하였다.
성남아트리움
2022년 3월 4일 개관한 성남아트리움은 수정구 태평동 성남시의료원 건물 옆 옛 성남시민회관 자리에 위치하고 있다.  건축면적 4943㎡, 전체면적 2만 3943㎡에 지하 4층, 지상 2층 규모로 건립됐다. 645석의 대극장과 약 200여 석의 소극장을 비롯해 성남예총과 성남민예총, 성남여성합창단 등 지역 예술단체 사무실들이 지하 1층과 지상 1층에 마련됐다.
아트리움 명칭은 예술단체와 시민을 대상으로 명칭을 공모(2021. 3월 2일~4월 7일)한 뒤 후보에 오른 5개 명칭 안을 놓고 성남시 홈페이지 등을 통해 선호도 조사로 결정하였다. '아트리움'은 고대 로마시대 주택의 중앙 정원을 말한다. 여기에 지역명을 붙인 성남아트리움은 '시민과 함께 소통하는 창의적인 문화예술공간'을 의미한다.
중앙공원 야외공연장
분당구 중앙공원 내에 위치한 야외공연장은 아름다운 자연과 어우러진 문화예술공간이다. 480석의 고정 객석과 6,600제곱미터의 잔디 객석은 최대 11,000명을 수용할 수 있으며, 첨단 음향과 조명시설을 갖추고 있다. 2012년부터는 매년 여름 시민을 위한 다양한 장르의 고품격 무료 공연인 <파크 콘서트>가 열리고 있다.

## 상주 단체
성남아트센터 콘서트홀에 4개의 성남시 시립예술단이 상주하고 있다. 성남시 시립예술단은 1986년 시립합창단을 시작으로 현재 시립소년소녀합창단ㆍ시립교향악단ㆍ시립국악단이 더해져 시민과 함께하는 수준 높은 문화 보급과 지방문화예술 저변 확대에 기여하고 있다.